# Сквоб

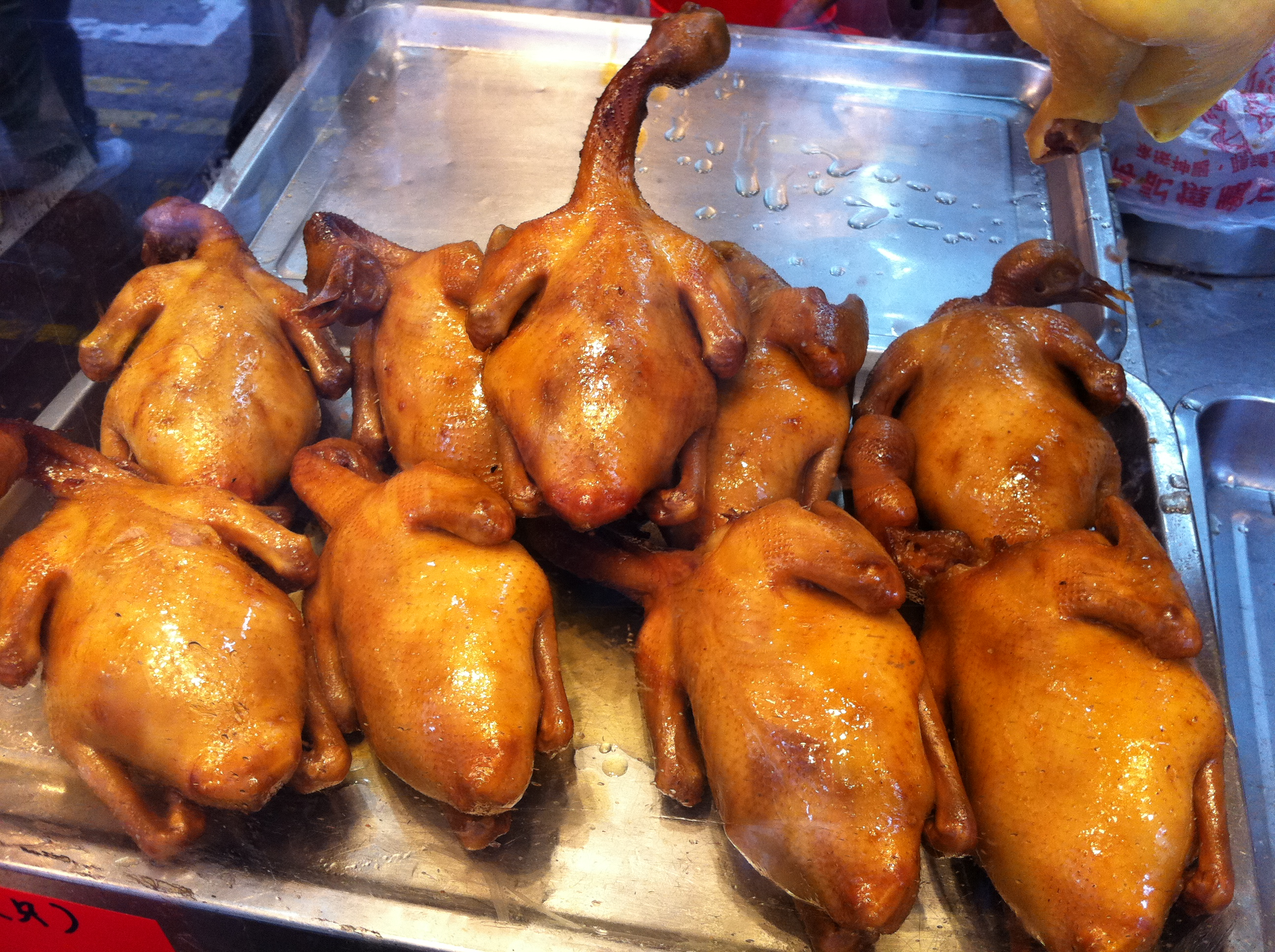
Смажені сквоби на деку

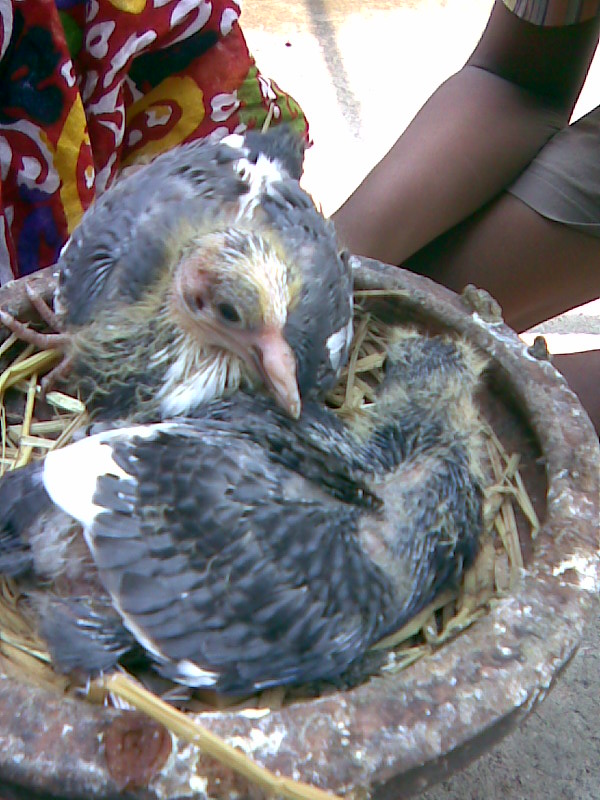
Пташеня голуба, вік близько 20 днів

Сквоб — молодий голуб, вирощений на м'ясо, а також м'ясо такого голуба. Сквоби забиваються на м'ясо перш ніж починають літати, як правило, в чотиритижневому віці, тому їх м'ясо ніжне.
Слово «сквоб», ймовірно, скандинавського походження (швед. skvabb — «вільний, огрядний»). Раніше так називали м'ясо всіх птахів родини голубових, у тому числі припутня, горлиці і нині вимерлого мандрівного голуба. Останнім часом термін стосується виключно м'яса домашнього голуба. М'ясо дорослих голубів і дичини сквобом зазвичай не називають, видобуток цього м'яса — лише побічний продукт спортивного полювання.
Голубів вживали в їжу й у давнину, і в Середньовіччі, проте голубине м'ясо швидше за все було делікатесом, ніж основним харчовим продуктом. Рецепти його приготування, що збереглися, підходять більше для багатої святкової трапези, ніж для вечері бідняка.
Промислове виробництво сквобів розвинене у США. Сучасне виробництво ґрунтується на м'ясних породах голубів. Пташенят вирощують приблизно до місячного віку, коли вони досягають розміру дорослої птиці, і забивають перш ніж вони злетять.

## Історія

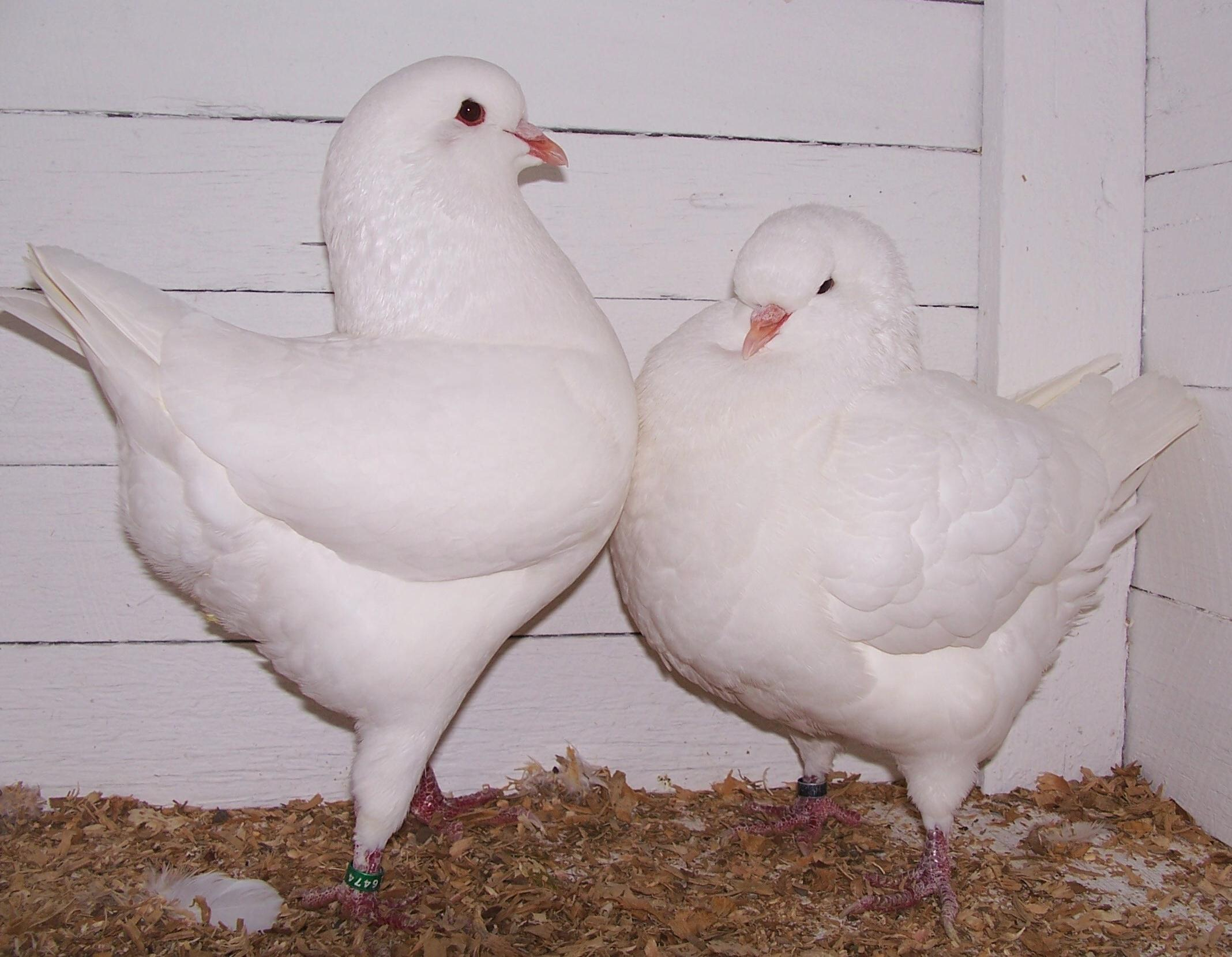
Пара королівських голубів. Великі м'язи грудей характерні для м'ясних порід

Практика вирощувати голубів як домашню птицю, ймовірно, прийшла з Близького Сходу. Голубів вживали в їжу ще в Стародавньому Єгипті, Стародавньому Римі і в середньовічній Європі. Голубине м'ясо згадується у Святому Письмі як їжа ізраїльтян. Ранні тексти про способи вирощування голубів, що знайдені в Іспанії, датуються 60 роком нашої ери. У минулому на голубів полювали заради м'яса, це було дешеве і доступне джерело білка.
У Тьєрра-де-Кампос, бідному ресурсами регіоні північно-західної Іспанії, м'ясо сквоба є важливим доповненням до зернових з часів Римської імперії. Давньоримський лікар Целій Авреліан вважав м'ясо сквоба ліками проти головного болю, а до XVI століття думка лікарів змінилося на протилежне: середньовічні лікарі вважали, що поїдання сквобів здатне викликати головний біль.
У Середньовіччя в Європі будували голубники — окремі будівлі, в яких вирощували голубів. Голубники по праву вважалися «живими коморами», де зберігалося джерело м'яса для несподіваних гостей, крім того, продаж надлишку птахів приносило додатковий дохід. Колоністи запровадили голубники в побут жителів Південної Америки і Африки.
У середньовічній Англії м'ясо сквобу високо цінувалося, хоча його доступність сильно залежала від пори року. Під час Другої світової війни голубів їли, коли закінчувалася їжа, яка видається за картками. В англійській культурі голуб'ятина асоціюється з бідністю і військовим дефіцитом. Проте, м'ясо сквобу в Англії продовжують вживати.

## Розведення
Комерційне розведення сквобів розпочато в Північній Америці з початку 1900-х років. 1986 року річний обсяг виробництва в США і Канаді досяг півтора мільйона сквобів на рік.
Голуби, на відміну від іншої домашньої птиці, для розмноження повинні утворити пари, пташенята вирощуються і вигодовуються до чотиритижневого віку обома батьками. Пара голубів здатна призвести 15 сквобів за рік, десять пар голубів можуть призвести вісім сквобів кожен місяць, і їх навіть не потрібно годувати. Голуби, які звикли до свого голуб'ятника, будуть добувати їжу самостійно, а для відпочинку та розмноження повертатися додому.
У великих м'ясних господарствах вирощують молодих голубів вагою до 590 грамів, у той час, як звичайні домашні голуби в тому ж віці важать 230 грамів. М'ясні породи голубів сформовані шляхом штучного відбору, спрямованого на збільшення ваги, швидке зростання, відмінне здоров'я і здатність жити в умовах скупченості, здатність приносити здорове потомство. Для підвищення прибутковості в промисловому масштабі голубів можуть вирощувати по системі двох гнізд: поки в одному гнізді ростуть пташенята, харчуючись воловим молоком обох батьків, мати відкладає ще два яйця у друге гніздо(англ.) . Інша стратегія підвищення ефективності вирощування сквобів полягає в паралельному веденні двох селекційних ліній: одна відбирається за ознакою плодючості, а інша — за ступенем розвиненості батьківської поведінки, що життєво важливо для сквобів після двотижневого віку. Сквоби досягають розміру дорослого голуба і підлягають забою приблизно через місяць після виклювання. У цьому віці вони ще не готові до польоту, і їх легко зловити.
В добре обладнаному голубнику пташенята вилуплюються з 80-85 відсотків відкладених яєць. Розмір яйця впливає на виживаність після вилуплення, а також на розмір пташеня, але починаючи з певного віку різниця між пташенятами, що вилупилися з яєць різного розміру, нівелюється. Певної залежності між вагою при вилупленні й вагою відгодованої птиці не виявлено.

## У кулінарії
- Білки - 17,5 г
- Жири - 7,5 г
- Вуглеводи - 0
- Вітамін A - 28 мкг
- Тіамін (B1) - 0,283 мг
- Рібофлавін (B2) - 0,285 мг
- Пантотенова кислота (B5) - 0.787 мг
- Вітамін B6 - 0,530 мг
- Фолієва кислота (B9) - 7 мкг
- Вітамін B12 - 0.47 мкг
- Вітамін C - 7.2 мг
- Кальцій - 13 мг
- Залізо - 4,51 мг
- Магній - 25 мг
- Манган - 0,019 мг
- Фосфор - 307 мг
- Калій - 237 мг
- Натрій - 51 мг
- Цинк - 2,70 мг
- Вода - 72,8 %
- Зола - 1,17 %
- Енергетична цінність - 142 ккал

Сквоб зазвичай вважається делікатесом. М'ясо ніжне, соковите і має багатший смак, ніж інші види м'яса птиці. Тушка містить відносно мало м'яса, основна його частина сконцентрована в грудці, яка важить уп'ятеро більше ніжок. Шкіра жирна, як м'ясо качки, а м'ясо дуже пісне, темного кольору, легко засвоюється, багате білками, вітамінами й мінералами. Кажуть, що м'ясо сквобу має «шовковисту» текстуру, настільки воно ніжне і тонке за структурою. Смак сквобу більш м'який, ніж у дичини, має легкий ягідний аромат. Сквоб добре поєднується як з червоними, так і з білими винами.
Теплова кулінарна обробка сквобу вимагає вдвічі менше часу, ніж звичайне м'ясо птиці. Сквоби підходять для смаження та приготування на грилі, в той час, як звичайних голубів краще тушкувати або запікати.
Сквоби входять в сучасну кухню багатьох країн, у тому числі Франції, США, Італії, Північної Африки і азійських країн. До традиційних страв належать грудка сквобу (фр. salmis), єгипетська страва махші (фаршировані сквоби рисом або фріке і травами), марокканська пастілла. В Іспанії та Франції зі сквобів готують конфі.
У США сквоби є рідкісним делікатесом, перевага віддається дешевшій курятині. Страви зі сквобів входять в меню американських ресторанів високої кухні, таких як Le Cirque і The French Laundry, і рекомендуються деякими знаменитими кухарями. Ціна на м'ясо сквобів доходить до двадцяти доларів за кілограм, що дорожче іншого пташиного м'яса.
У китайській кухні голубине м'ясо подають до святкової трапези, наприклад, на Китайський Новий рік, зазвичай у фритюрі. В рецепті "по-кантонськи" м'ясо, тушковане в соєвому соусі з рисовим вином і бад'яном, обсмажують до хрусткої скоринки. На ринках сквобів часто продають живими, щоб забезпечити свіжість м'яса. Більша частина виробленого в США м'яса сквобів реалізується в китайських кварталах.
Попри відносну простоту розведення голубів, сквобів зазвичай не розглядають як ресурс для забезпечення продовольчої безпеки. У розвинених країнах м'ясо голуба вважається екзотичним або навіть неприємним для споживачів, які вважають голубів джерелом антисанітарії та міськими шкідниками. Однак воно містить менше патогенів, ніж м'ясо інших птахів, тому безпечніше для здоров'я і може вживатися в їжу навіть без сильного прожарювання.

## Рекомендована література
- (англ.) Allen, Barbara (2009). Pigeon. London: Reaktion Books. ISBN 978-1-86189-513-4.